# Prada і почуття
«Prada і почуття» (англ. From Prada to Nada) — американський фільм, романтична комедія режисера Анхеля Гарсії. Продюсерами виступили Ліза Еллзі, Лінда Макдонох, Кріс Ранта і Джин Прітцкер. За основу взято сюжет роману «Чуття і чуттєвість» англійської письменниці Джейн Остін. Над сценарієм працювали Крейг Фернандес, Фіна Торрес
У світовий прокат фільм вийшов 28 січня 2011. Прем'єра в Україні відбулася 7 липня 2011.

## Зміст
Прада — розкіш, а почуття — це те, що дароване Господом. Нора і Марі після смерті батька втратили можливість жити розкішно. Вони мексиканки за народженням, але звикли вважати себе американками. Із фешенебельного Беверлі-Гіллс вони переїздять до своєї тітоньки у мексиканській частині Лос-Анджелеса. Тут їм належить пізнати нове життя і скористатися тим, що дано їм від Бога, аби знайти своє місце серед яскравих фарб життя. І зустріти своє кохання.

## Ролі
- Камілла Белль — Нора Домінгес
- Алекса Вега — Мері Домінгес
- Ейпріл Боулбі — Олівія
- Уілмер Вальдеррама — Бруно
- Ніколас Д'Агосто — Едвард Ферріс
- Куно Бекер — Родріго Фуентес
- Адріана Барраса — Аурелія Домінгес
- Алексіс Айяла — Гейб Домінгес
- Каталіна Лопес — Тринита

## Нагороди та номінації
Повний перелік нагород і номінацій — на сайті IMDB
| Премія                           | Категорія                                             | Ім'я               | Результат |
| -------------------------------- | ----------------------------------------------------- | ------------------ | --------- |
| ALMA 2011 г.                     | Улюблена кіноактриса (комедія/мюзикл)                 | Алекса Вега        | Перемога  |
| ALMA 2011 г.                     | Улюблене кіно                                         |                    | Номінація |
| Imagen Foundation Awards 2011 г. | Найкраща актриса другого плану (повнометражний фільм) | Адріана Барраса    | Перемога  |
| Imagen Foundation Awards 2011 г. | Найкращий актор другого плану                         | Уілмер Вальдеррама | Номінація |